# Tchovdar (Kelbajar)
Tchovdar est un village de la région de Kelbajar en Azerbaïdjan.

## Histoire
En 1993-2020, le village était sous le contrôle des forces armées arméniennes. Le 25 novembre 2020, sur la base d'un accord trilatéral entre l'Azerbaïdjan, l'Arménie et la Russie en date du 10 novembre 2020, la région de Kelbajar, y compris le village de Tchovdar, a été restituée sous le contrôle de l'Azerbaïdjan.

## Géographie
Le village de Tchovdar de la région de Kelbajar est situé dans la circonscription administrative du village de Bachlibel.

## Sources
Misir boulaghi, Amrahin boulaghi, Gara boulag, Tala boulaghi, Novlou boulaghi, Sarimsagli derenin boulaghi, Chakir boulaghi, Mehdinin boulaghi, Buz boulag, Lalali boulaghi, Tcheyilli boulag, Guney boulaghi, Kor boulag, Qibla boulaghi, Sari boulag, Gala boulaghi, Agh boulag, Gourdlou boulaghi, Gour boulag, Dach boulag, etc.